# Leipziger Straße
De Leipziger Straße is een belangrijke verkeersweg het centrum van Berlijn. Zij verbindt de Potsdamer Platz met de Spittelmarkt en is een onderdeel van het Berlijnse tracé van Bundesstraße 1.
De Leipziger Straße werd in 1688 aangelegd. De naam werd ontleend aan de hier eerder bestaande hoofdweg naar Leipzig. De achthoekige Leipziger Platz aan de westzijde werd pas in 1815 aangelegd na de overwinning op Napoleon Bonaparte bij Leipzig.
In de loop van de 19e eeuw ontwikkelde de Leipziger Straße zich tot een straat van economisch belang. Er vestigden zich winkels en warenhuizen, met name aan de kant van de Spittelmarkt. Later werden er een aantal regeringsinstanties gevestigd, zoals rond 1900 het gebouw van de huidige Bondsraad. In de jaren dertig werd op de hoek van de Wilhelmstraße onder leiding van Hermann Göring het Rijksluchtvaartministerie gebouwd, van waaruit de Duitse Luftwaffe georganiseerd werd. Dit gebouw werd na de Tweede Wereldoorlog in gebruik genomen door de ministerraad van de DDR en was als zodanig een van de doelwitten van de opstand van 17 juni 1953, waarvoor men bij het gebouw een herinneringstableau aantreft. Na 1990 werd hier het Ministerie van Financiën gevestigd.
Een ander ministerie dat aan de Leipziger Straße gevestigd was, was het ministerie voor Post en Telecommunicatie. Tegenwoordig is dit het Museum für Kommunikation. De ambassades van Bulgarije en Nieuw-Zeeland zijn ook in de Leipziger Straße gevestigd.
Altonaer Straße · 
Amalienstraße · 
Bergmannstraße · 
Berliner Allee ·
Bernauer Straße · 
Bismarckstraße · 
Bornholmer Straße · 
Boxhagener Straße ·
Breite Straße ·
Brüderstraße ·
Brunnenstraße ·
Bülowstraße ·
Bundesallee ·
Danziger Straße ·
Eberswalder Straße ·
Ebertstraße ·
Fasanenstraße ·
Frankfurter Allee ·
Friedrichstraße ·
Gertraudenstraße ·
Greifswalder Straße ·
Halskestraße ·
Hardenbergstraße ·
Hauptstraße ·
Heerstraße ·
Hornstraße ·
Invalidenstraße ·
Judengasse ·
Kaiserdamm ·
Karl-Liebknecht-Straße ·
Karl-Marx-Allee ·
Karl-Marx-Straße ·
Kastanienallee ·
Klosterstraße ·
Kopenhagener Straße ·
Kopernikusstraße ·
Kurfürstendamm ·
Landsberger Allee ·
Lehrter Straße ·
Leipziger Straße ·
Majakowskiring ·
Mehringdamm ·
Mollstraße ·
Motzstraße ·
Mühlendamm · 
Oderberger Straße ·
Oranienburger Straße ·
Oranienstraße ·
Ostseestraße ·
Otto-Braun-Straße ·
Otto-Suhr-Allee ·
Potsdamer Straße ·
Prenzlauer Allee ·
Rathausstraße ·
Rheinstraße ·
Rigaer Straße ·
Rosa-Luxemburg-Straße ·
Rosenthaler Straße ·
Rykestraße ·
Samariterstraße · 
Scheidemannstraße · 
Schwedter Straße ·
Schönhauser Allee ·
Simon-Dach-Straße ·
Spandauer Straße ·
Sredzkistraße ·
Stralauer Allee ·
Straße des 17. Juni ·
Tauentzienstraße ·
Torstraße ·
Unter den Linden ·
Warschauer Straße ·
Wiesbadener Straße ·
Wilhelmstraße (Berlin-Mitte) ·
Wilhelmstraße (Berlin-Spandau)